# Aberto da Irlanda do Norte de Snooker
O Northern Ireland Open ou Aberto da Irlanda do Norte é um torneio profissional de snooker. O evento ocorre anualmente desde 2016 em Belfast, capital e maior cidade da Irlanda do Norte e faz parte do calendário do ranking mundial da categoria. É o segundo torneio da série de eventos Home Nations, sendo imediatamente depois do English Open e  antes do Scottish Open e do Welsh Open.
O atual campeão do torneio é o norte-irlandês Mark Allen.

## História
Em 29 de abril de 2015, o presidente da World Snooker, Barry Hearn, anunciou que o World Snooker Tour, principal turnê da categoria, contaria a partir de 2016 com um novo torneio, o Northern Ireland Open, a ser disputado na cidade de Belfast, na Irlanda do Norte. O evento junto com os torneios Welsh Open, e os recém-criados English Open e Scottish Open constituem a nova Home Nations Series, série de quatro torneios realizado nos quatro países do Reino Unido. O vencedor do Northern Ireland Open recebe o Alex Higgins Trophy, troféu em homenagem ao ex-campeão mundial da categoria Alex Higgins.
A primeira edição, em 2016, foi vencida pelo inglês Mark King, seu primeiro título em eventos do ranking, com uma vitória de 9–8 sobre o compatriota Barry Hawkins. A final de 2017 entre o galês Mark Williams e o chinês Yan Bingtao foi histórica. O chinês, nascido em 2000, se tornou o jogador mais jovem a chegar a uma final em um evento do ranking e pouco não levou o troféu. Depois de liderar a partida por 8–7, acabou tomando a virada, e o galês venceu a partida por 9–8.
O inglês Judd Trump conquistou o 19.com Northern Ireland Open de 2019, vencendo o compatriota Ronnie O'Sullivan por 9–7 em uma belíssima final. Repetindo o feito de um ano antes, quando venceu O'Sullivan pelos mesmos 9–7 na final de 2018.

## Edições
| Ano                             | Campeão                         | Vice-campeão                    | Placar                          | Patrocinador                    | Local                           | Temporada                       | Ref.                            |
| Northern Ireland Open (ranking) | Northern Ireland Open (ranking) | Northern Ireland Open (ranking) | Northern Ireland Open (ranking) | Northern Ireland Open (ranking) | Northern Ireland Open (ranking) | Northern Ireland Open (ranking) | Northern Ireland Open (ranking) |
| ------------------------------- | ------------------------------- | ------------------------------- | ------------------------------- | ------------------------------- | ------------------------------- | ------------------------------- | ------------------------------- |
| 2016                            | Mark King                       | Barry Hawkins                   | 9–8                             | Coral                           | Belfast                         | 2016–17                         | [ 4 ]                           |
| 2017                            | Mark Williams                   | Yan Bingtao                     | 9–8                             | Dafabet                         | Belfast                         | 2017–18                         | [ 5 ]                           |
| 2018                            | Judd Trump                      | Ronnie O'Sullivan               | 9–7                             | BetVictor                       | Belfast                         | 2018–19                         | [ 6 ]                           |
| 2019                            | Judd Trump                      | Ronnie O'Sullivan               | 9–7                             | 19.com                          | Belfast                         | 2019–20                         | [ 7 ]                           |
| 2020                            | Judd Trump                      | Ronnie O'Sullivan               | 9–7                             | Matchroom.live                  | Milton Keynes                   | 2020–21                         |                                 |
| 2021                            | Mark Allen                      | John Higgins                    | 9–8                             | BetVictor                       | Belfast                         | 2021–22                         |                                 |
| 2022                            | Mark Allen                      | Zhou Yuelong                    | 9–4                             | BetVictor                       | Belfast                         | 2022–23                         |                                 |

### Títulos por jogador
| Jogador           | Título(s) | Vice(s) | Ano(s) do(s) título(s) | Ano(s) do(s) vice(s) |
| ----------------- | --------- | ------- | ---------------------- | -------------------- |
| Judd Trump        | 3         | 0       | 2018, 2019, 2020       |                      |
| Mark Allen        | 2         | 0       | 2021, 2022             |                      |
| Mark King         | 1         | 0       | 2016                   |                      |
| Mark Williams     | 1         | 0       | 2017                   |                      |
| Ronnie O'Sullivan | 0         | 3       |                        | 2018, 2019, 2020     |
| Barry Hawkins     | 0         | 1       |                        | 2016                 |
| Yan Bingtao       | 0         | 1       |                        | 2017                 |
| John Higgins      | 0         | 1       |                        | 2021                 |
| Zhou Yuelong      | 0         | 1       |                        | 2022                 |

### Títulos por país
| País             | Título(s) | Vice(s) | Jogador(es) campeão(ões)      |
| ---------------- | --------- | ------- | ----------------------------- |
| Inglaterra       | 4         | 4       | Judd Trump (3), Mark King (1) |
| Irlanda do Norte | 2         | 0       | Mark Allen                    |
| País de Gales    | 1         | 0       | Mark Williams                 |
| China            | 0         | 2       |                               |
| Escócia          | 0         | 1       |                               |